# Шико Шавиер
Шико Шавиер (на португалски: Chico Xavier, псевдоним на Франсиску Кандидо Шавиер (Francisco Cândido Xavier; 2 април 1910 – 30 юни 2002) е известен бразилски спиритист, медиум и филантроп.
Той написва 496 книги по метода на автоматичното писане (психография), за период от 60 години. Те включват най-различни теми от философията, религията, науката, изкуството, литературата, историята и др. Много от тях са романи, новели и писма.
Шавиер не е държал на авторството на книгите и печалбите от тях са дарявани за благотворителни цели. Твърди се, че от тях са продадени над 50 милиона броя.
Губи своята майка, когато е на 4-годишна възраст, и започва да получава духовни послания и напътствия от нея.
Последовател е на френския педагог, основател на спиритизма, Алан Кардек (1804–1869).
За него са направени редица бразилски филми.

## Основни съчинения
- Parnaso de Além-Túmulo (Парнас отвъд гроба) (1932)
- Nosso Lar (Наш Дом) (1944)
- Jesus no Lar (Исус у Дома) (1950)